# Jeff B. Davis
Jeffrey Bryan Davis (ur. 6 października 1973) – amerykański komik, aktor i piosenkarz.

## Biografia
Wychował się w Kalifornii, gdzie zaczął grać już w wieku 4 lat. Podczas swojego pierwszego występu zwymiotował na reżysera.
Znany jest przede wszystkim z programu Whose Line Is It Anyway?, gdzie zaprezentował swoje umiejętności z zakresu śpiewu i komedii improwizacyjnej. Wystąpił też między innymi w The Drew Carey Show, Autostradzie do nieba i Joey.
Był członkiem grupy Drew Carey’s Improv All-Stars razem z kolegami z „Whose Line Is It Anyway”. Byli to między innymi: Drew Carey, Ryan Stiles, Colin Mochrie, Chip Esten, Brad Sherwood i Greg Proops.
Jeff mówi płynnie po hiszpańsku.